# Hassan Hirt
Pour les articles homonymes, voir Hirt.
Hassan Hirt, né le 16 janvier 1980 à Saint-Dizier, est un athlète français, spécialiste du demi fond.

## Biographie
Hassan Hirt est dans la vie active brigadier-chef au 40e régiment d'artillerie de Suippes.
En 2012, il se qualifie le 7 juillet pour les Jeux olympiques de Londres en réalisant un temps de 13 min 10 s 68 sur 5 000 m lors du Meeting Areva dans une course où dix athlètes descendent sous les 13 minutes. Lors des épreuves des Jeux olympiques, il est éliminé en séries du 5 000 m avec un temps de 13 min 35 s 36.
Les 3 et 5 août 2012, il est contrôlé positif deux fois à l'érythropoïétine via deux tests effectués à Franqueville-Saint-Pierre, sur les échantillons A réalisés respectivement par le Laboratoire suisse d'analyse du dopage (contrôle positif du 3 août 2012) et par le département des analyses de l'agence française de lutte contre le dopage (contrôle positif du 5 août 2012). Il se voit suspendu par la Fédération française d'athlétisme pour une durée de deux ans. Estimant être victime d'une machination, Il conteste s'être dopé et cette sanction en allant jusqu'à plaider sa cause devant le Conseil d'État. Sa demande sera rejetée par le Conseil d’État, dont la décision est rendue publique le 22 mai 2015,.
Alors en instance de décision sur son cas, et ayant purgé sa suspension de deux ans, il se retrouve sans club ni licence au début de l'année 2015, le Stade sottevillais ayant refusé de l'inscrire depuis sa suspension et l'Union Nord-Est 95 n'ayant pas encore officialisé sa venue bien qu'un accord de principe ait été donné. Malgré cette situation, il décide de participer aux championnats de France de cross-country qui se déroulent le 1er mars 2015 aux Mureaux en se glissant sans autorisation ni dossard dans la course ; malgré les avertissements lui demandant de s'arrêter de courir, il se maintient dans les dix premières positions de la course avant qu'un officiel le stoppe brutalement par une « balayette », le faisant chuter sur l'épaule.

### Palmarès
- Championnats de France d'athlétisme :
  - 5 000 m : vainqueur en 2011, 3e en 2012
- Champion de Haute-Normandie de cross-country 2004, 2005, 2006.

### Records
| Épreuve | Performance    | Lieu  | Date           |
| ------- | -------------- | ----- | -------------- |
| 5 000 m | 13 min 10 s 68 | Paris | 6 juillet 2012 |